# Лампэктомия
Лампэктомия - хирургическая операция, представляющая собой секторальную резекцию молочной железы по поводу злокачественных новообразований. Оперативное вмешательство представляет собой вариант органосохраняющего хирургического лечения ранних стадий рака молочной железы, в котором производится удаление опухоли в пределах здоровых тканей c минимальной резекцией области здоровой ткани. В определениях Европейской организации по изучению и лечению рака отступ от границы опухоли в случае лампэктомии должен составлять не менее 1 см . Данный параметр (10 мм) был введен по результатам обсуждения на 5-й Международной консенсусной конференции по заболеваниям молочной железы-2005 (Миланский консенсус), как требование к ширине области вокруг опухоли, в пределах которой отсутствует ткань с опухолевым фенотипом .
В 2024 г. был одобрен пегулицианин для интраоперационной диагностики.
Среди иных вариантов органосохраняющих операций по поводу опухолей молочной железы также выделяют туморэктомию и сегментэктомию (квадрантэктомию) .